# Czerkasy Lwowskie
Czerkasy Lwowskie (ukr. Черкаси-Львівські, ros. Черкассы-Львовские) – przystanek kolejowy w miejscowości Czerkasy, w rejonie lwowskim, w obwodzie lwowskim, na Ukrainie.
Przystanek istniał przed II wojną światową. Nosił wówczas nazwę Czerkasy.